# Сарма
Сарма или сармице су ролнице од купуса које представља традиционално јело у кухињама средње, северне, источне Европе и на Балкану, односно југоисточној Европи и већег дела западне Азије, северне Кине, као и деловима северне Африке. Јело се углавном прави од киселог купуса, млевеног меса и пиринча тако што се месо и пиринач увије у један лист купуса. У појединим крајевима Србије и Грчке сарма се увија у лишће винове лозе, a надев се прави од пиринча пропрженог на луку. На овакав начин сарме се спремају за време поста. Сарма је често јело на српским светковинама и весељима.
Познато је и на Кавказу, под именом долма.
Сваке јесени се у Бачкој Тополи и Балановцу код Књажевца одржава културно-гастрономска-туристичка манифестација Сармијада.

## Етимологија
Сарма је именица која је произашла из турског глагола сармак, што значи „увијати“.
Иако назив означава увијање, у турском језику реч сарма се користи за два слаткиша која су слична баклави – сарај сарма и фистик сарма.

## Херцеговина
Јапрак (тур. „лиске“) или сармице, су традиционално јело Херцеговине. Реч је надјеву завијеном у листове посебног варијетета купуса, тзв. раштике. Лиснати кељ, раштика, бросква или раштан – као потомак дивљега купуса на тим просторима познат је од Грка и Римљана, но данас у континенталноме дијелу није масовно раширена култура. Двогодишња зељаста биљка прије је била главна купусњача у приморју и медитеранским висоравнима и до 1.800 m надморске висине.
Познати су многи подваријетети и форме, а основна је подела по изгледу листа на глатке, наборане и маховинасте. Иако је врло богата храњивим тварима, од ње су данас популарнији новији варијетети купуса, а живот јој продужују и семе размењују сладокусци којима не смета што је лиснати кељ подједнако добар и као сточна и човекова храна.
Сваки раштан, раштика није за јапрак, јер од грубог, дебелог и крупног раштана не ваља ни јапрак, нити пирјан. Мора бити зелен (не бјеличаст), млад и не крупних листова. У основи, квалитет јапрака зависи од квалитета раштике.
У току лета, млади листови винове лозе спремају се у туршију (киселе се) тако што се листови лозе мало посоле, по пет до десет листова слажу један на други и у смотуљцима стављају у теглу. Када се лоза наслаже, залије се скуваном и охлађеном водом, завеже и чува за зиму.